# Канева, Далма
Далма Канева (итал. Dalma Caneva, род. 6 мая 1994 года) — итальянская спортсменка, борец вольного стиля, призёр чемпионатов Европы. Участница I Европейских игр.

## Биография
Родилась в 1994 году во Генуе. С 2005 года активно занимается в секции по борьбе. С 2009 года принимает участие в международных состязаниях.
В 2011 году стала чемпионкой Европы по кадетам в категории до 70 кг. Призёр чемпионатов мира среди юниоров 2013 и 2014 годов.
В феврале 2020 года на чемпионате континента в итальянской столице, в весовой категории до 68 кг Далма в схватке за чемпионский титул уступила спортсменке из России Ханум Велиевой и завоевала серебряную медаль европейского первенства.
На чемпионате Европы 2021 года, который проходил в апреле в Варшаве, в весовой категории до 72 кг, итальянская спортсменка завоевала бронзовую медаль.